# USS 제럴드 R. 포드

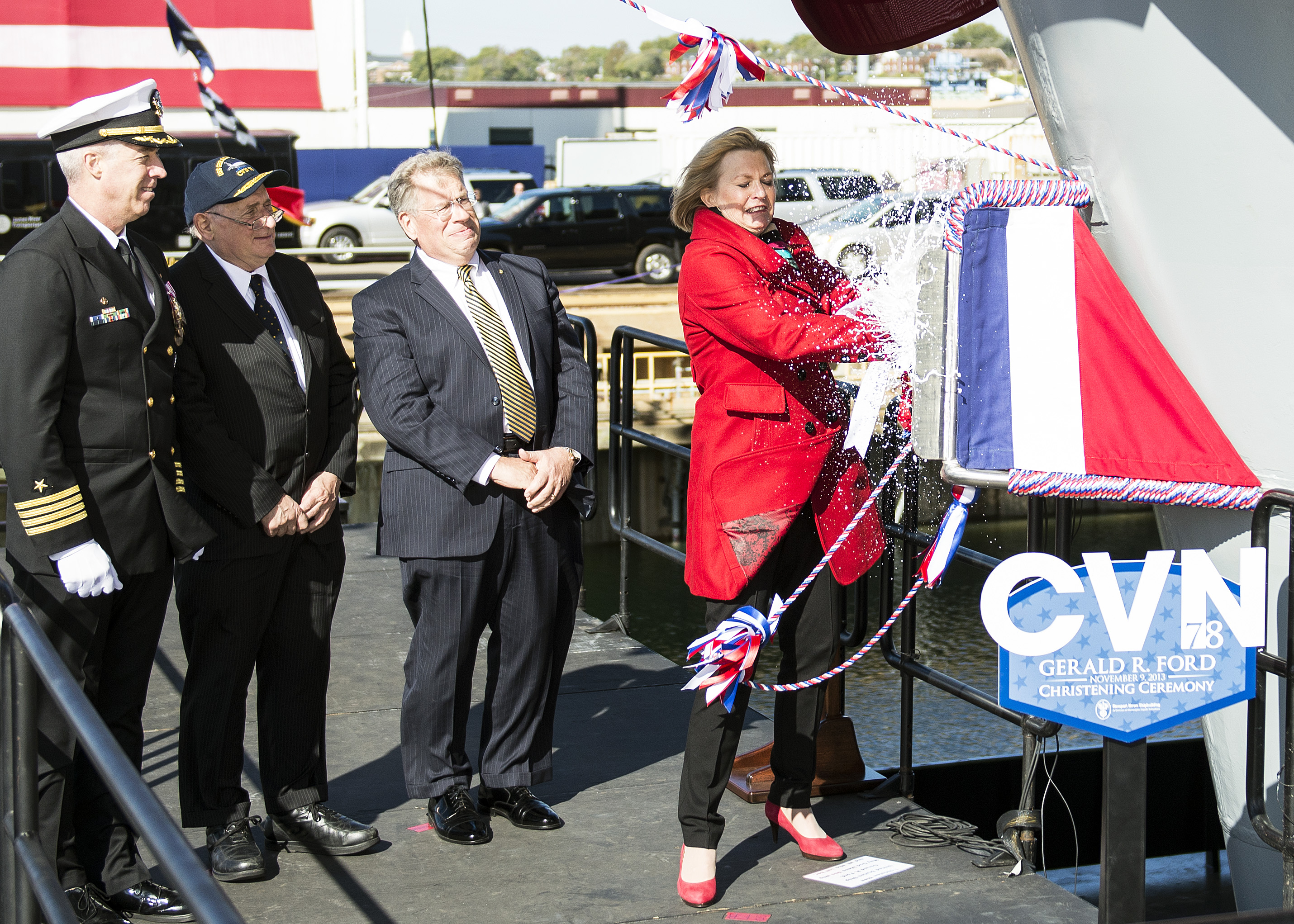
포드 대통령의 딸 수잔 포드 베일스가 명명식에서 축복해 주고 있다.

USS 제럴드 R. 포드 (CVN-78)는 미국 해군의 최신형 제럴드 R. 포드급 항공모함의 1번함이다.
2007년부터 건조되기 시작했다. 현재 주력 항공모함인 니미츠급 항공모함의 기본 선체 설계를 그대로 사용한다.

## A1B 원자로
새로운 벡텔 A1B 원자로(A1B reactor) 2기를 사용하여 소음을 줄였다. 열출력 600 MWt 2기를 사용해 1200 MWt의 열출력을 낸다. 니미츠급 항공모함은 웨스팅하우스가 제작한 열출력 550 MWt A4W 원자로 2기를 사용했다. A1B 원자로는 A4W 원자로 보다 크기는 작아졌으며, 20년 연료봉 교환주기가 25년으로 늘어났다.

## 특징
증기식 캐터펄트에서 전자기식 일렉트로펄트로 이륙장치를 바꾸었다. 착륙장치를 개선했고, 자동화와 최신 첨단 장비를 통해 승무원수를 줄였다. 공간활용을 극대화하고 전투력을 향상시키기 위해 미국 항공모함 역사상 처음으로 소변기를 없앴으며 남자 화장실에는 좌식용 변기만 있다.
이는 건조비도 줄일 것이다. 니미츠급의 마지막함 조지부시함의 건조비는 62억 달러(6조 2천억원)이었으나, 포드함은 51억달러(5조 1천억원)으로 예상된다.
니미츠급과의 주된 외양상의 차이는 함교의 뒷부분이 더 넓어졌다는 것이다. 2018년 진수되어 테스트 후 실전 배치될 예정이었으나 다양한 기술적 문제들로 인해 2024년 이후로 일정이 연기되었다. 2040년까지 5년에 한 척씩 제럴드 R. 포드 급이 건조돼 니미츠급을 대체할 예정이다.